# Brachycentrus tazingolensis
Brachycentrus tazingolensis är en nattsländeart som beskrevs av Wolfram Mey 1980. Brachycentrus tazingolensis ingår i släktet Brachycentrus och familjen bäcknattsländor. Inga underarter finns listade i Catalogue of Life.